# Walter Tancsits
Walter Tancsits (* 10. Oktober 1951 in Wien) ist ein österreichischer Politiker (ÖVP) und ehemaliger Abgeordneter zum Österreichischen Nationalrat.

## Ausbildung und Beruf
Tancsits besuchte von 1958 bis 1962 die Volksschule und zwischen 1962 und 1966 die Realschule. Tancsits wechselte 1966 an die Höhere technische Lehranstalt für Maschinenbau und absolvierte 1971 die Matura. Er leistete von 1971 bis 1972 den Präsenzdienst ab und studierte ab 1982 Politikwissenschaften und Publizistik an der Universität Wien. Tancsits schloss 1985 sein Studium mit dem akademischen Grad Mag. phil. ab.
Tancsits war zwischen 1972 und 1975 technischer Privatangestellter und war zwischen 1975 und 1985 Offizier auf Zeit beim österreichischen Bundesheer – 1981 Einheitskommandant bei UNDOF auf dem Golan. Danach arbeitete Tancsits bis 1992 als Markt- und Meinungsforscher und war zwischen 1988 und 1992 Geschäftsführer des Instituts für Jugendforschung.
Von 1994 bis 2000 war Vorstandsmitglied der Bundesarbeitskammer
und von 1993 bis 2003 als Angestellter des ÖAAB (Generalsekretär) in der Bundesleitung beschäftigt und von 2004 bis 2018 Vorstand der STUWO AG in Wien.
Er ist 2007 Consulting-Partner des Instituts für Immobilien, Bauen und Wohnen (IIBW) und war von 2017 bis 2022 Obmann der gemeinnützigen Bau- und Siedlungsgenossenschaft HEIM. Tancsits ist seit September 2018 Aufsichtsrat der gemeinnützigen Bau- und Siedlungsgenossenschaft WAV (Waldviertel).

## Leben
Er ist verheiratet und hat vier Kinder.

## Politik
Tancsits ist seit 2004 Bezirksparteiobmann-Stellvertreter der ÖVP Wien-Währing. Zudem ist er Mitglied des Bezirksparteipräsidiums und Mitglied des Bezirksparteivorstands. Er war zwischen 1994 und 2004 Kammerrat der Kammer für Arbeiter und Angestellte in Wien und vertrat von 29. Oktober 1999 bis 29. Oktober 2006 die ÖVP im Nationalrat und war Vorsitzender des Bautenausschusses von 1999 bis 2002. Er trat bei der Nationalratswahl 2008 als Listenzweiter im Regionalwahlkreis Wien Nord-West an.

## Privates
Er ist seit 1997 Ehrenmitglied der katholischen Studentenverbindung K.Ö.H.V. Franco-Bavaria Wien im ÖCV.